# Podocoma
Podocoma es un género de plantas con flores perteneciente a la familia  Asteraceae. Comprende 18 especies descritas y solo 8 aceptadas.

## Taxonomía
El género fue descrito por Alexandre Henri Gabriel de Cassini y publicado en Bull. Sci. Soc. Philom. Paris 1817: 137. 1817.

## Especies seleccionadas
A continuación se brinda un listado de las especies del género Podocoma aceptadas hasta junio de 2012, ordenadas alfabéticamente. Para cada una se indica el nombre binomial seguido del autor, abreviado según las convenciones y usos.
- Podocoma bellidifolia Baker
- Podocoma blanchetiana Baker
- Podocoma hieracifolia (Poir.) Cass.
- Podocoma hirsuta (Hook. & Arn.) Baker
- Podocoma notobellidiastrum (Griseb.) G.L.Nesom
- Podocoma regnellii Baker
- Podocoma rivularis (Gardner) G.L.Nesom
- Podocoma spegazzinii Cabrera